# جائحة الإنفلونزا في أوكرانيا عام 2009
جائحة إنفلونزا الخنازير 2009 هي (جائحة) لسلالة جديدة من فيروس الإنفلونزا أ H1N1، تم تحديدها لأول مرة في أبريل 2009، ووصف فيروس وباء H1N1 / 09 بهذا الاسم من قبل منظمة الصحة العالمية ينتشر بين العامة تحت مصطلح انفلونزا الخنازير. لوحظ انتشار المرض لأول مرة في المكسيك،  وسرعان ما انتشر عالميًا. في 11 يونيو 2009، أعلنت منظمة الصحة العالمية أن تفشي المرض تحول إلى وباء. عانت الغالبية العظمى من المرضى من أعراض خفيفة "، بينما كان بعض الأشخاص أكثر عرضةً للإصابة بأعراض أكثر خطورة، مثل مرضى الربو والسكري، أو مرضى القلب، أو الحوامل أو ذوي جهاز المناعة الضعيف في الحالات الشديدة النادرة، بعد حوالي 3-5 أيام من ظهور الأعراض، تتدهور حالة المصابين بسرعة مخيفة قد تصل إلى حد الفشل التنفسي.[9] على الرغم من أن أوكرانيا (أوكرانيا) لم تتأثر بصورة كبيرة في البداية، إلا أنه كان هناك تفشي للفيروس في غرب أوكرانيا في أوائل نوفمبر 2009 مما أدى إلى إغلاق المباني العامة وإلغاء الاجتماعات لمدة ثلاثة أسابيع.
وحتى ديسمبر / كانون الأول 2009، أصيب أكثر من مليوني شخص بالمرض منذ بدء وباء الإنفلونزا في أوكرانيا، وتوفي حوالي 500 شخص بسبب مرض الإنفلونزا وذات الرئة ومضاعفاتها من أصل 46 مليون نسمة يعيشون في أوكرانيا. تُعدّ أوكرانيا من أكثر الدول تضررًا من انفلونزا الخنازير في أوروبا في المرتبة الثامنة.
ووفقُا لوزير العدل الأوكراني ميكولا أونيسشوك فإن الوضع الوبائي خلال تشرين الأول (أكتوبر) - كانون الأول (ديسمبر) 2009 لم يؤثر على معدل الوفيات في أوكرانيا.
تمتلك أوكرانيا مختبران قادران على تحديد سلالات الأنفلونزا.

## الخط الزمني

### الحالات الأولى

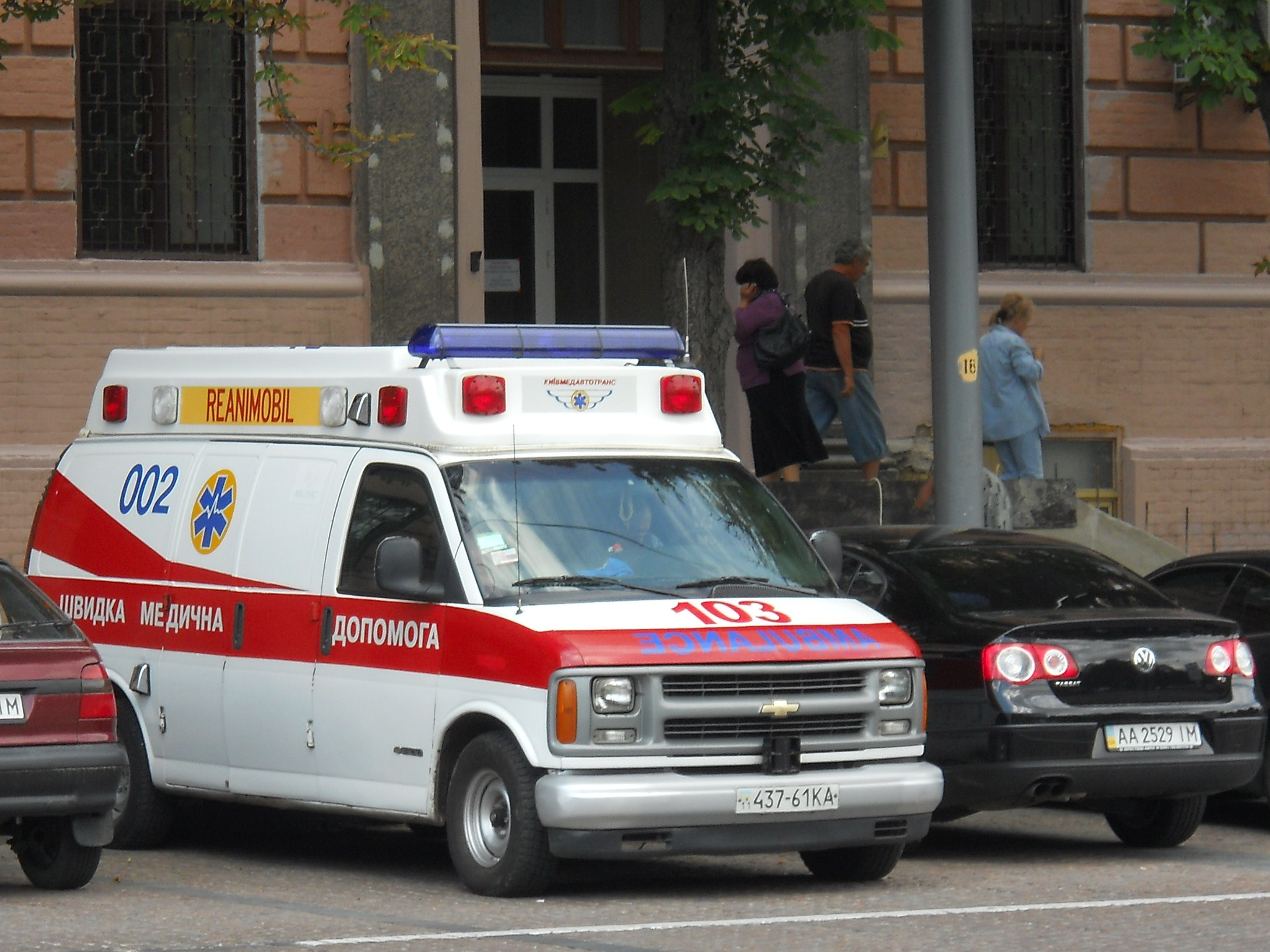
سيارة إسعاف في كييف

وصل الفيروس إلى أوكرانيا في 5 يونيو 2009 بعدما تم تأكيد أول حالة من الفيروس رسميًا في أوكرانيا. كان المريض المعنيّ، وهو مواطن أوكراني يبلغ من العمر 24 عامًا، قد وصل من مدينة نيويورك مرورًا بباريس في مطار بوريسبيل في كييف (كييف) في 29 مايو / أيار 2009. وقبل ذلك، فعلت الحكمة قرار حظر استيراد الخنازير المذبوحة والحية من جميع البلدان المتضررة. وطُبق الحظر على جميع الشحنات بعد 21 أبريل / نيسان 2009.
تم تأكيد حالة انفلونزا الخنازير الثانية (في أوكرانيا) في 29 سبتمبر 2009.

### جائحة الإنفلونزا

#### أكتوبر 2009
في 27 أكتوبر / تشرين الأول 2009، تم الإبلاغ عن تفشي مرض يشبه الأنفلونزا ووفاة سبعة أشخاص من مضاعفاته في منطقة تيرنوبل أوبلاست. وتم إغلاق المدارس والجامعات في ترنوبل.
أطلقت إذاعة هولندا العالمية في 4 نوفمبر شائعات حول مرورطائرة فوق العاصمة أوكرانيا، كييف، نثرت مسحوق يحتوي على مجموعة متحولة من فيروس الإنفلونزا أ H1N1.
وفي 30 تشرين الأول / أكتوبر 2009، أكدت وزارة الصحة الأوكرانية 11 حالة جديدة من حالات إنفلونزا الخنازير، وأعلنت عن أول حالة وفاة منها. ثم تم الإعلان عن انتشار الوباء و إصابة 9 من أصل 25 منطقة في أوبلاست من أوكرانيا وُضعت جميعها تحت الحجر الصحي،, في 5 نوفمبر 2009 أصبحت منطقة كيروفوهراد أوبلاست هي المنطقة العاشرة. وبسبب هذا الوباء، تم حظر الاجتماعات العامة، بما في ذلك السينما في جميع أنحاء البلاد، واُغلقت جميع المؤسسات التعليمية لمدة ثلاثة أسابيع (مع إمكانية تمديد المدة إذا لزم الأمر). كما تم تعليق التجنيد في الجيش الأوكراني، وأرجأ اتحاد كرة القدم للمحترفين في أوكرانيا مباريات كرة القدم في الدوري الأوكراني الأول والدرجة الثانية.

#### نوفمبر 2009
سلمت سويسرا شحنة كبيرة من تاميفلو (أوسيلتاميفير) من سويسرا إلى أوكرانيا في 1 نوفمبر 2009 للتوزيع في المستشفيات مجانًا.
في 2 نوفمبر / تشرين الثاني 2009، بناء على طلب من أوكرانيا، أرسلت منظمة الصحة العالمية فريقًا من تسعة خبراء لتحديد ما إذا كانت نفس سلالة إنفلونزا الخنازير هي المسؤولة عن حالات الوفاة السبعين التي حدثت مؤخرًا من أمراض الجهاز التنفسي الحادة في البلاد.
وفقًا لوزارة الصحة الأوكرانية، فاعتبارًا من 2 نوفمبر 2009 بلغ عدد الأشخاص الذين لقوا حتفهم بسبب الإنفلونزا وأمراض الجهاز التنفسي 60 شخصًا، وبلغ عدد من يعانون من الإنفلونزا 200,000 شخص مع وجود حوالي 22 مريضًا باختبار إيجابي لانفلونزا الخنازير. في 5 نوفمبر / تشرين الثاني 2009 قالت الوزارة إن عدد حالت الوفاة من المرضى المصابين من أمراض الجهاز التنفسي الحادة والأعراض الشبيهة بالإنفلونزا قد قفز إلى 95. 15 من أصل 31 عينة من المرضى التي أُرسلت إلى لندن من أجل التحليل.
واعتبارًا من 6 نوفمبر 2009، تم تأكيد ثماني وعشرون حالة من انفلونزا الخنازير في أوكرانيا. توفي ثلاثة عشر من هذه الحالات في هذه المرحلة. وقدّرت وزارة الصحة الأوكرانية أن أوكرانيا تحتاج إلى 12.5 مليون جرعة من اللقاح ضد انفلونزا الخنازير. وبعد أربعة أيام، في 10 نوفمبر / تشرين الثاني 2009، ارتفع عدد الحالات المؤكدة إلى 67 حالة. بيد أن شخصًا واحدًا فقط مات. أُصيب1،031,587 شخص في أوكرانيا بالإنفلونزا أوالأعراض الشبيهة بالإنفلونزا في ذلك الوقت، منهم 52,742 حلبة نقلت إلى المستشفى وقت إعداد التقرير. وبما أنه توفي 174 حالة جراء الإصابة بعدوى فيروسات الجهاز التنفسي الحادة، وتعافى الآخرون، فإن هذا العدد يعتبر أقل من مجموع حالات الاستشفاء المرتبطة بأمراض الإنفلونزا والأمراض الشبيهة بالإنفلونزا.
في هذه المرحلة كانت هناك سياسة تقتضي إذا كان هناك شخص واحد على الأقل تم تشخيصه بانفلونزا الخنازير في أي من مناطق أوبلاستات أوكرانيا، فسوف يتلقى كل شخص في تلك المنطقة التي تم تشخيصها بالإنفلونزا علاج انفلونزا الخنازير.
في 17 نوفمبر / تشرين الثاني 2009، أصدرت منظمة الصحة العالمية بيانًا بأنه لا توجد فروق ذات دلالة إحصائية بين سلالة H1N1 الجائحة، والسلالات الأوكرانية التي تم اختبارها.
ابتداءً من 18 نوفمبر 2009، توقفت وزارة الصحة الأوكرانية عن نشر إحصاءات منفصلة عن حالات فيروس الإنفلونزا أ H1N1. وأُعطيت اللجان الإقليمية سلطة إلغاء الحجر الصحي لمؤسسات التعليم العالي في 20 نوفمبر / تشرين الثاني.
وفي 23 نوفمبر / تشرين الثاني فُتحت المؤسسات التعليمية مرة أخرى في المناطق التي لم تصل فيها حالات الإنفلونزا والتهابات الجهاز التنفسي حد الوباء؛ فعلى سبيل المثال، استأنفت جميع المؤسسات التعليمية ورياض الأطفال في كييف العمل في 25 تشرين الثاني / نوفمبر 2009.

#### ديسمبر 2009
حتى 2 ديسمبر / كانون الأول 2009، توفي 445 شخصًا جراء الإصابة بأمراض شبيهة بالإنفلونزا والإنفلونزا، وبلغ عدد المصابين في المستشفى 116,982 شخصًا منذ بداية الوباء (في 29 أكتوبر 2009). ومن بين المرضى الذين تم نقلهم إلى المستشفيات، كان هناك 93,213 شخصًا قد خرجوا من المستشفيات في ذلك الوقت. في 2 ديسمبر كان المرض مازال في طور الوباء في مناطق زاكارباتيا أوبلاست وخملنيتسكي.
وفي 7 ديسمبر / كانون الأول 2009، أصيب أكثر من مليوني شخص بالمرض منذ بدء وباء الإنفلونزا في أوكرانيا مع دخول 88 مريض في ذلك الوقت في العناية المركزة. كان يعيش في ذلك الوقت حوالي 46 مليون شخص في أوكرانيا.
في 8 ديسمبر / كانون الأول 2009، توفي 468 شخصًا بأمراض شبيهة بالإنفلونزا والإنفلونزا ومضاعفاتها (كالالتهاب الرئوي) في أوكرانيا مع ما مجموعه 128,851 شخصًا تم نقلهم إلى المستشفى منذ بداية الوباء (في 29 أكتوبر) و خروج 102,510 شخص من المستشفيات.
في 8 ديسمبر كان لا يزال المرض في طور الوباء في مناطق فينيتسا فينيتسا أوبلاست ودنيبروبتروفسك أوبلاست وكيروفوهراد ولوهانسك أوبلاست وسومي أوبلاست.
وحتى كانون الأول / ديسمبر 2009، حذّر المسؤولون الأوكرانيون ومنظمة الصحة العالمية من موجة ثانية وثالثة من وباء الإنفلونزا التي بدأت في أواخر ديسمبر / كانون الأول 2009 وأوائل عام 2010. واعتبارًا من 23 ديسمبر / كانون الأول، قالت منظمة الصحة العالمية أن H1N1 عاد للظهور في أوكرانيا مرة أخرى، وكذلك في صربيا وتركيا، مع زيادة الإصابة بحالات الأعراض الشبيهة بالإنفلونزا، وأمراض الجهاز التنفسي الحادة.
وحتى 28 ديسمبر، لقى 652 شخصا مصرعهم منذ بدء الوباء في أواخر أكتوبر الماضى. في ذلك الوقت كان هناك 258 شخص في العناية المركزة مع العشرات على أجهزة التنفس. تم نقل أكثر من 200,000 شخص إلى المستشفى. في أواخر ديسمبر 2009 لوحظ زيادة نشاط الإنفلونزا بصورة عالية في المقاطعات الشرقية الأوكرانية أوبلاست دونيتسك ولوهانسك أوبلاست.
وبشكل عام، انتشرت حالات الأعراض الشبيهة بالإنفلونزا في أوكرانيا في موجة ثانية في أواخر ديسمبر 2009، أي ما يقرب من ثلاث مرات في نفس الوقت قبل عام مضى.

#### يناير 2010
اعتبارًا من 8 يناير / كانون الثاني، ذكرت منظمة الصحة العالمية أن نشاط فيروس الإنفلونزا أ H1N1 المكثف مازال مستمرًا في أوكرانيا، وكذلك في العديد من بلدان شرث أوروبا الأخرى. واعتبارًا من 23 يناير / كانون الثاني توقع المسؤولون الصحيون الأوكرانيون حدوث موجة ثانية من الإصابات بالإنفلونزا والتهابات الجهاز التنفسي في أوائل فبراير / شباط 2010.
وقد ارتفع عدد الذين ماتوا بسبب الأعراض الشبيهة بالإنفلونزا، وأمراض الجهاز التنفسي الحادة في أوكرانيا إلى 940 شخص في 12 يناير / كانون الثاني 2010 مع استمرار الوباء في دنيبروبتروفسك ولوهانسك وبولتافا وسومي ومناطق القرم؛ وفقًا لوزارة الصحة الأوكرانية. وازداد هذا الرقم ليصل إلى 1019 شخص في 21 يناير / كانون الثاني 2010 مع استمراره في طور الوباء في مناطق دنيبروبتروفسك ولوهانسك وبولتافا وسومي.

## وبائيات
وطبقًا لوزير الصحة الأوكراني الطبيب أوليكساندر بيلوفول، فإن الرفض الجماهيري الأوكراني للتطعيم جاء بعد وفاة عدة أشخاص زعم أنهم قد ماتوا بعد التطعيم في عام 2008 و2009 كان سببًا جزئيًا لانتشار الوباء.
وطبقًا للأطباء الأوكرانيين، فإن حكومة أوكرانيا لم تقدم أي معلومات عامة ولم تتخذ أي تدابير وقائية لمنع انتشارهذا الوباء. وفي تشرين الثاني / نوفمبر، أشادت منظمة الصحة العالمية بالحكومة الأوكرانية على التدابير التي اتخذتها لمنع انتشار وباء الإنفلونزا في أوكرانيا. ووفقًا لاستطلاع للرأي أجراه معهد علم النفس الاجتماعي والسياسي لأكاديمية العلوم التربوية في أوكرانيا في تشرين الثاني / نوفمبر 2009 كان لدى المواطنين الأوكرانيين مشاعر سلبية حول التدابير التي اتخذتها الحكومة لمكافحة وباء الإنفلونزا. ووفقًا للاستطلاع، أدلى 49.8٪ من المشاركين بتقييم سلبي لأنشطة مجلس الوزراء (37.4٪ إيجابية)، و44.8٪ لوزارة الصحة (28.1٪ إيجابية)، و57.4٪ للرئيس فيكتور يوشتشينكو (18.8٪ إيجابية)، و 50.4٪ للبرلمان الأوكراني (18.6٪ إيجابية).
وقد اقترح المحللون الأوكرانيون أن السياسيين، وخاصة الرئيس الأوكراني فيكتور يوشتشينكو ورئيس الوزراء يوليا تيموشينكو، قد حاولوا استخدام هذا الوباء لتسجيل نقاط سياسية في الانتخابات الرئاسية المنعقدة في يناير 2010 في الاعتبار. وقد رُفض هذا الأمر. ووفقًا لاستطلاع للرأي أجرته مجموعة الأبحاث والعلامات التجارية فإن غالبية الأوكرانيين يعتقدون أن وباء الإنفلونزا لن يؤثر على الانتخابات الرئاسية. ووفقًا لاستطلاع آخر أُجري في تشرين الثاني / نوفمبر 2009 من قبل فوم-أوكرين فإن 33.3٪ من الأوكرانيين يعتقدون أن الذعر العام حول وباء الإنفلونزا ساعد رئيس الوزراء تيموشينكو، في حين قال 28.7٪ أن هذا الموضوع كان دفعة لجميع السياسيين (حيث شملت استطلاعات الرأي أقل من 10٪ من السياسيين الآخرين). وردًا على سؤال حول المتسبب في الذعر، أشار 45.6٪ إلى وسائل الإعلام، و 20.3٪ إلى ممثلي الحكومة.
ووفقًا لوزارة الصحة الأوكرانية كان متوسط العدد اليومية للجرائم الناجمة عن الإنفلونزا في عام 2009 أقل مما كان عليه في عام 2008 والتي بلغت 18 جريمة.
بدأ الأوكرانيون خلال الجائحة في أكل البصل والثوم (في لفيف، وارتفع سعر الثوم في نوفمبر 2009)، وأخذ الفيتامينات، وقضاء المزيد من الوقت في المنزل، وشرب المشروبات الكحولية من أجل حماية أنفسهم من المرض.
وفي منتصف كانون الأول / ديسمبر 2009، خصص المجلس الأعلى الأوكراني أكثر من 600 مليون هريفنيا لمكافحة وباء الإنفلونزا في أوكرانيا.

## مقارنة بالوضع في أوروبا
واستنادا إلى البيانات التي تم جمعها من 43 دولة أوروبية، أعلنت منظمة الصحة العالمية في 13 تشرين الثاني / نوفمبر 2009 أن أوكرانيا تحت المركز الثامن في أعلى معدلات الإصابة بقيروس الإنفلونزا أ H1N1.
(بعد النرويج والسويد وبلغاريا ومولدافيا وآيسلندا وجزيرة أيرلندا وروسيا.كما شملت الدول المصابة أيضًا روسيا البيضاء وكازاخستان وبولندا وأيرلندا الشمالية وتركيا وفنلندا). 
وقال جوكا بوكيلا، رئيس بعثة منظمة الصحة العالمية الدولية إلى أوكرانيا، «ليس هناك فرق بشأن معدل الإصابة بقيروس الإنفلونزا أ H1N1 في أوكرانيا بالمقارنة مع بلدان أخرى». ولم تجر اختبارات منظمة الصحة العالمية لعينات فيروس الجائحة H1N1 المأخوذة من المرضى الأوكرانيين أي علامات على حدوث طفرة.
وقد ساعدت 22 دولة أخرى أوكرانيا في مكافحة وباء الإنفلونزا.

## روابط خارجية
- Influenza: H1N1 at مشروع الدليل المفتوح(مشروع الدليل المفتوح)

وثائق البيانات الرسمية
- H1N1 outbreak status report, at the المركز الأوروبي للوقاية من الأمراض
- Swine influenza updates, at the منظمة الصحة العالميةمنظمة الصحة العالمية

المعلومات الأولية
- WHO's Pandemic Influenza Phases
- Influenza Research Database – Database of influenza genomic sequences and related information.
- Medical Encyclopedia Medline Plus: Swine Flu
- Medical Encyclopedia WebMD: Swine Flu Centre